# Pithecia cazuzai
Pithecia cazuzai — вид мавп сакі, різновид мавп Нового Світу. Це ендемік північно-західної Бразилії.

## Розповсюдження
Він відомий лише в невеликому регіоні північної Бразилії в штаті Амазонас, де він зустрічається на південь від річки Солімоес по обидві сторони річки Джуруа у Фонте-Боа та Уаріні. Для справжньої кількісної оцінки ареалу виду може знадобитися більше інформації.

## Характеристики
Довжина голови та тулуба досліджуваного самця становить 60 см, двох самиць – 35 та 48 см відповідно. Довжина хвоста самця становить 30 см, хвости самиць досягають довжини 43 і 49 см відповідно. Як і всі сакі, цей вид має волохату, грубу шерсть, яка чорнувата, але трохи світліша, ніж у Pithecia hirsuta, через частково білі кінчики волосся. У самців освітлення більш виражене, ніж у самиць. Руки і ноги вкриті короткою білуватою, злегка сірою шерстю. Безволосе обличчя оточене смугою сивого волосся. Гола шкіра обличчя переважно чорна, у самиць і молодих тварин область безпосередньо над очима і повіки непігментовані або рожеві. Вузькі білі смуги волосся тягнуться вздовж губ, риса, відсутня у Pithecia hirsuta.